# رنين صوتي
الرنين الصوتي في الفيزياء (بالإنجليزية: Acoustic resonance)‏ هو ميل نظام صوتي لامتصاص طاقة بإسهاب عند تردد يوافق أحد تردداته الطبيعية (تردد رنيني). بذلك يعتبر الرنين الصوتي نوع من الرنين الميكانيكي الذي ينشأ عن الاهتزازت الحركية في نطاق ترددات السمع عند الإنسان أو بمعني آخر الصوت. وبالنسبة إلى سمع الإنسان فإن تردد الصوت محصور بين نحو 20 هرتز و 20.000 هرتز (1 هرتز = 1 ذبذبة في الثانية).
 إلا أن تلك الحدود تختلف من شخص إلى شخص، كما تتغير مع تقدم العمر.
وأي جسم ذو رنين صوتي يتسم بأن له عدة من الترددات الرنينية، وخصوصا إذا كان هناك توافق مع تردده الرنيني الأقوى. ويهتز الجسم بسهولة عند تلك الترددات، ويقل اهتزازه عند ترددات أخرى. ويستطيع الجسم التقاط رنينه الذاتي من مجموعة إثارات صوتية مثل الشوشرة. أي أن الجسم الرنان يرشح رنينه الذاتي من بين كل ترددات أخرى.

## آلات موسيقية والأذن
يعتبر الرنين الصوتي من أهم الأشياء عند منتجي الآلات الموسيقية حيث أن معظم الآلات الموسيقية تتكون من جسم رنان مثل الوتر وجسم الكمان أو طول أنبوب مزمار، وشكل الطبلة وغشاؤها. كما أن الرنين الصوتي هام بالنسبة إلى السمع. فعلى سبيل المثال، يوجد في قوقعة الأذن الداخلية «خلايا شعرية» على غشاء يلتقط الصوت. (بالنسبة للحيوانات الثديية يكون على طرفي ذلك الغشاء حساسا للترددات العالية وعلي الطرف الآخر حساسا للترددات المنخفضة).

## رنين الوتر
يكون الوتر مشدودا في آلة مثل العود أو القيثارة أو القانون والبيانو، ويعتمد تردد الرنين للوتر على كتلته وطوله وشدة الشد. ويكون طول موجة التي تنتج الرنين الأول للوتر مساوية لضعف طول الوتر. وتكون الترددات الأعلى التي يمكن أن تنشأ على هذا الوتر عددا كاملا من أجزاء كول الموجة الأساسية. وتعتمد الترددات على سرعة v انتشار الموجات عبر الوتر بحسب المعادلة:
{\displaystyle f={nv \over 2L}}
حيث:
L طول الوتر (للوتر المثبت من طرفيه)
و n = 1, 2, 3  (عدد صحيح)
ويعتمد سرعة الموجة في الوتر على الشد T وكتلة الوتر ρ لكل 1 سنتيمتر، أي أن:
{\displaystyle v={\sqrt {T \over \rho }}}
وبهذا يكون التردد معتمدا على خواص الوتر طبقا للمعادلة:
{\displaystyle f={n{\sqrt {T \over \rho }} \over 2L}={n{\sqrt {T \over m/L}} \over 2L}}
حيث:
T الشد،
ρ: كتلة الوتر لكل سم،
m الكتلة الكلية للوتر.
بزيادة الشد وتقصير طول الوتر يعملان على زيادة تردد الرنين. وعندما نثير الوتر بضربة إصبع يبدأ الوتر في الاهتزاز عند جميع الترددات الضربة. وتترشح سريعا تلك الترددات التي لا تؤول إلى واحدة من ترددات الرنين للوتر، ويبقى اهتزازه التوافقي الذي نسمعه كأحد الأصوات الموسيقية.

## رنين أنبوب هوائي
يعتمد رنين الأنبوب الهوائي على طول الأنبوب، وشكله وعما إذا كان مفتوحا من آخره أو مغلقا.
كما يستخدم الشكل المخروطي والإسطواني أيضا في الآلات الموسيقية. والناي هو نوع من الآلات الأنبوبية المفتوحة الطرفين. أما المزمار والكلارينت فيعتبران مغلقان الطرف. والسكسافون فهو مغلق الطرف قمعي عند مخرج الصوت. وتبعا لطول عامود الهواء المتذبذب في الأنبوب يكون الرنين التوافقي مثلما في حالة الوتر.

### الأسطوانة
يتفق عل تسمية الأسطوانة المفتوحة من طرفيها بأنها «مفتوحة»، بينما تكون أسطوانة مادية مفتوحة من أحد أطرافها ومغلقة بسطح صلب من الطرف الآخر فنسميها «مغلقة».

التردداد الثلاثة الأولى للأنبوب الاسطواني المفتوح. المحور الأفقي يبين الضغط.

الترددات الثلاثة الأولى للأنبوب الأسطواني المغلق. المحور الأفقي يبين الضغط.

#### الأنبوب الإسطواني المفتوح
يكون رنين الأنبوب المفتوح عند:
{\displaystyle f={nv \over 2L}}
n عدد صحيح (1, 2, 3...) يمثل عقدة الرنين،
L طول الأنبوب
v سرعة الصوت في الهواء (343 متر في الثانية عند درجة حرارة 20 درجة مئوية على ارتفاع سطح البحر).
وتعطينا المعادلة الآتية معادلة أكثر دقة تأخذ تصحيح نهاية الأنبوب في الحسبان:
{\displaystyle f={nv \over 2(L+0.8d)}}
حيث:
d قطر مقطع الأنبوب.
وتراعي تلك المعادلة حقيقة أن نقطة ارتداد موجة الصوت للأنبوب المفتوح ليست محددة تماما عند نهاية الأنبوب، بل توجد عند نقطة خارجة قليلا عن نهاية الأنبوب.
ونسبة الانعكاس تكون أقل من 1 وهي تعتمد على قطر فتحة الأنبوب، وطول الموجة، ونوع الحاجز الموجود بالقرب من فتحة الانبوب.

#### الأنبوب الأسطواني المغلق
تعطى ترددات الأنبوب المغلق المعادلة الآتية:
{\displaystyle f={nv \over 4L}}
حيث:
"n" عدد فردي (1, 3, 5...)
تكوّن النوع المغلق من الأنابيب توافقات عند أعداد فردية فقط ويكون ترددها الأساسي أوكتاف تحت التردد الأساسي للانبوب المفتوح (أي يعطي نصف التردد).
وفي هذه الحالة أيضا توجد معادلة أكثر دقة، وهي:
{\displaystyle f={nv \over 4(L+0.4d)}}.

### صندوق متوازي الأضلاع
رنين موجات الصوت في صندوق متوازي الأضلاع مثال صندوق مكبر الصوت والمباني. والحجرات في المباني تكون عادة في شكل متوازي الأضلاع وهي تتسم بترددات رنينية توصف ب «مقامات الحجرة» room modes.
وتُعطى ترددات صندوق متوازي الأضلاع بالمعادلة:
{\displaystyle f={v \over 2}{\sqrt {\left({\ell  \over L_{x}}\right)^{2}+\left({m \over L_{y}}\right)^{2}+\left({n \over L_{z}}\right)^{2}}}}
v سرعة الصوت،
Lx و Ly و Lz طول، وعرض، وارتفاع الحجرة،
{\displaystyle \scriptstyle \ell ,} n, و m أرقام صحيحة موجبة.
ولكن {\displaystyle \scriptstyle \ell }, n , و m لا يمكن أن تساوي صفرا.

## اقرأ أيضا
- صوت
- مكبر الصوت
- ارتجاع صوتي
- شوكة رنانة
- نمط (فيزياء)